# حسينية جماران

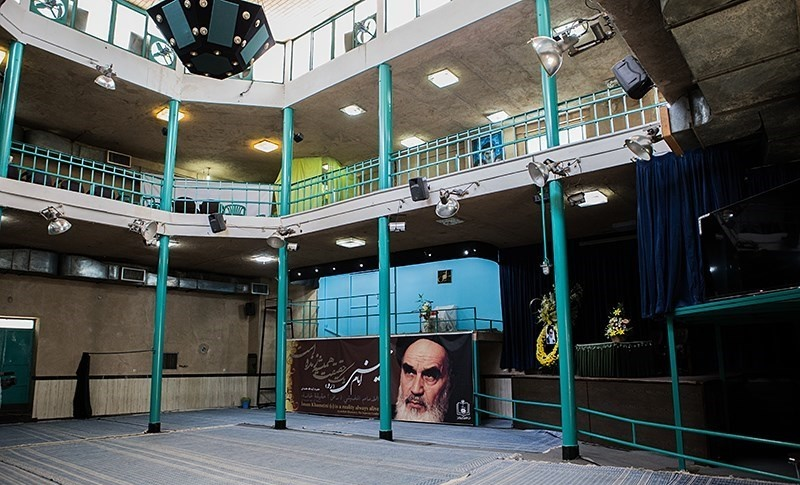
حسينية جماران ، حيث تحدث روح الله الخميني أثناء قيادته

حسينية جماران هو منزل روح الله الخميني، مؤسس جمهورية إيران الإسلامية، في قرية جماران. في 23 يناير 1980، ذهب الخميني إلى طهران من قم لعلاج مرض في القلب. وبحسب توصية الأطباء، فإن الطقس في قم لم يتفق معه. كان منزل الخميني بجوار الحسينية في قرية جماران. كان المنزل صغيرًا جدًا وكانت غرفته 12 مترًا مربعًا. تم ربط المنزل بمسجد كبير بواسطة منصة معدنية.  غالبًا ما كان الخميني يصعد درجًا يقود من منزله إلى شرفة المسجد، والتي غالبًا ما كان يتحدث منها. 

## موقع
تقع قرية جماران في سفوح جبال البرز وشمال طهران. 

## تاريخ

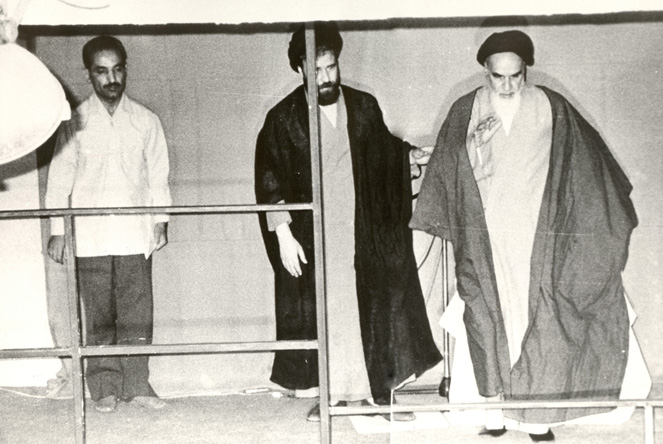
روح الله الخميني مع أحمد الخميني ومحمد علي رجائي في جماران الحسينية، أغسطس 1981

في 23 يناير 1980، ذهب روح الله الخميني إلى طهران من قم لعلاج مرض في القلب. مكث في المستشفى تسعة وثلاثين يومًا، ثم أقام في ضاحية دربند شمال طهران.  لم يكن منزلًا مناسبًا له.  في 22 أبريل، أقام في جماران بناء على اقتراح من السيد مهدي الإمام الجماراني المعروف بالإمام الجماراني لإمامة الصلاة في مسجد الجماراني  وقضى بقية حياته هناك.  كان المنزل مسقط رأس والدة الإمام الجماراني،  ويقع بالقرب من مسجد جماران في شارع الشهيد الحسينية المتفرع من طريق شارع ياسر.  ألقى روح الله الخميني خطابات والتقى بوفود أجنبية في جماران الحسينية. 

## غرفة روح الله الخميني
تم وضع منزل روح الله الخميني بجوار الحسينية في قرية جماران. كان المنزل صغيرًا جدًا بدون أي أثاث فاخر. كانت غرفته، الواقعة أمام المنزل، حوالي 12 مترًا مربعًا. كانت هناك منصة صغيرة ملحقة بالغرفة بالحسينية حيث ألقى روح الله الخميني خطبه على الجمهور.  كما التقى في هذه القاعة إدوارد شيفرنادزه، السكرتير الأول للحزب الشيوعي الجورجي، ووزير خارجية الاتحاد السوفيتي. 

## صالة عرض

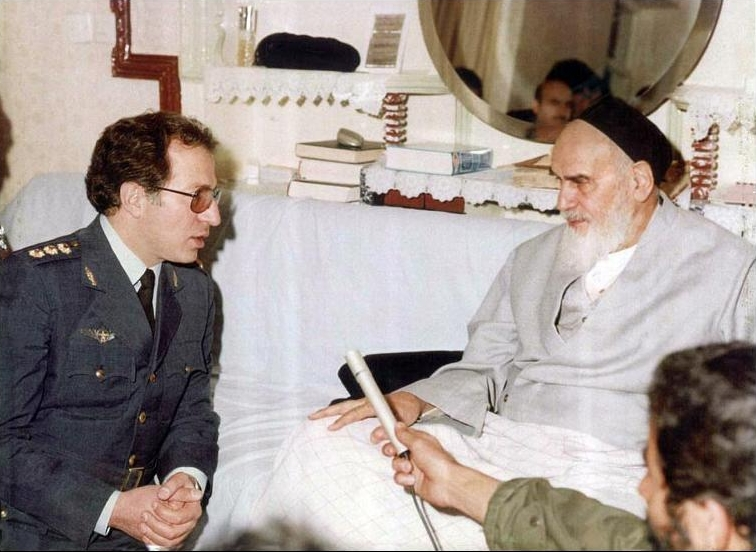
رائد جواد فكوري يلتقي الخميني في جماران
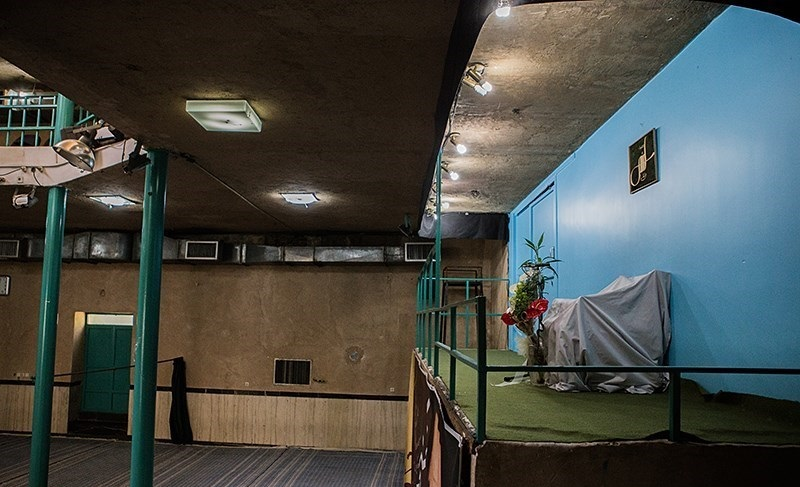
جماران الحسينية عام 2015
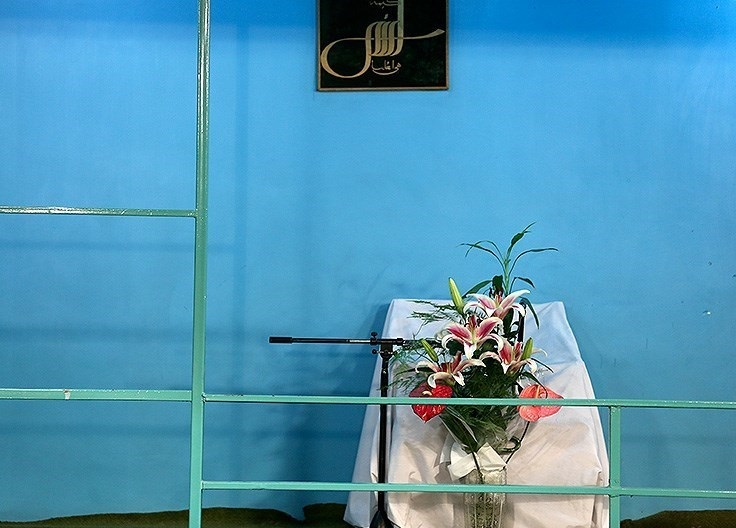
مكان روح الله الخميني
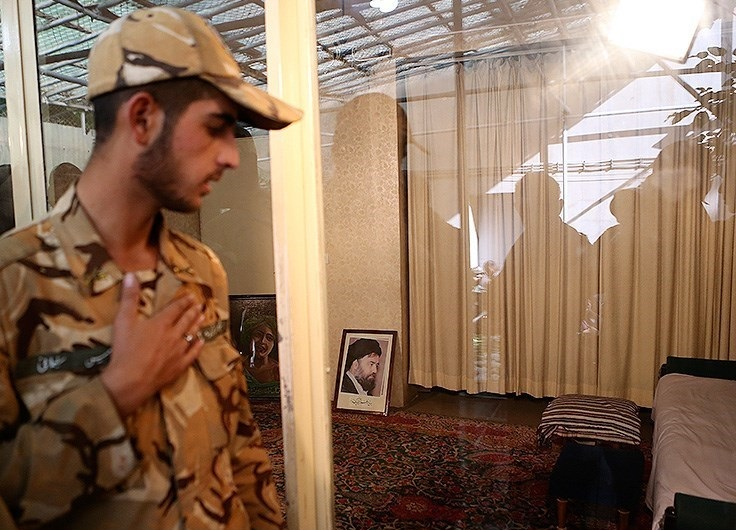
غرفة الخميني
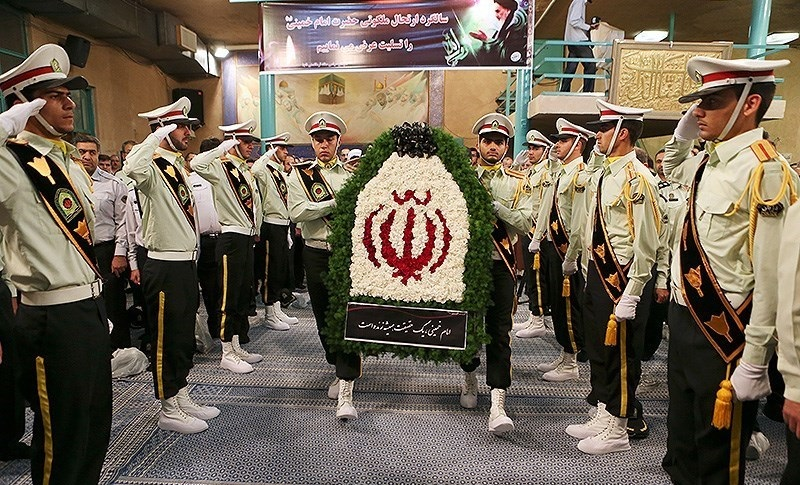
الحسينية في ذكرى وفاة الخميني